# Berengar din Tours

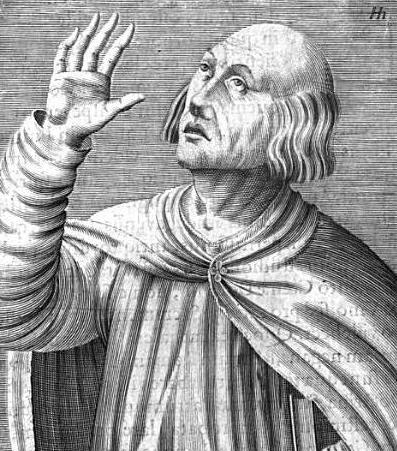
Berengar din Tours, gravură de Henrik Hondius din Jacob Verheiden, Praestantium aliquot theologorum (1602).

Berngar din Tours  (c. 999–6 ianuarie 1088) este un arhidiacon din Franța excomunicat pentru ca nu a acceptat doctrina catolică a transsubstanțierii. De asemenea, el a susținut că Biblia este mai presus de tradiție.